# Коломенка (Костанайская область)
Коломенка (каз. Коломенка) — упраздненное село в Житикаринском районе Костанайской области Казахстана. Входило в состав Тохтаровского сельского округа. Ликвидировано в 2000-е годы.

## Население
В 1999 году население села составляло 21 человек (13 мужчин и 8 женщин).